# Котегов, Виктор Петрович
Ви́ктор Петро́вич Коте́гов (род. 13 мая 1955, Молотов) — российский учёный-фармаколог, химик, доктор медицинских наук (1997), профессор (2001). Специалист в области экспериментальной фармакологии сахарного диабета, воспалений, микроэлементозов, заболеваний центральной нервной системы. Разработчик препаратов «Гуакарбен» и «Пирон».

## Биография
Родился в г. Перми. В 1979 году окончил лечебный факультет Пермского медицинского института.
В 1982–1990 годах — ассистент, в 1990–1997 годах — старший преподаватель, в 1997–2009 годах — профессор, заведующий кафедрой фармакологии Пермского медицинского института. Доктор медицинских наук (1997), профессор (2001).
В 2009–2012 годах — профессор, заведующий кафедрой фармакологии Пермской фармацевтической академии.
В 2012–2014 годах — главный научный сотрудник кафедры химии и биотехнологии Пермского университета, с 2013 года — профессор, зам. зав. кафедрой природных и биологически активных соединений, главный научный сотрудник лаборатории экспериментальной фармакологии.
С 2017 года —  профессор, заведующий кафедрой фармакологии и фармации Пермского университета Кафедра фармакологии и фармации // ПГНИУ.

## Научная работа
Кандидатскую диссертацию «Связь структуры и противодиабетической активности производных гуанидина» защитил в 1983 году в Казанском медицинском институте им. С. В. Курашова. В 1997 году в Башкирском медицинском университете защитил докторскую диссертацию «Противодиабетическая активность производных ароматических сульфонатов и карбоновых кислот».

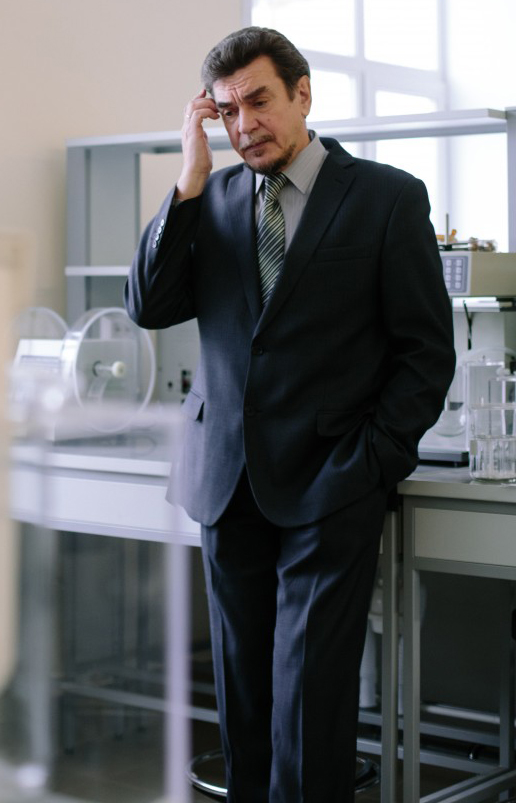

С 1979 года организует и выполняет доклинические испытания оригинальных и воспроизводимых лекарственных препаратов, проведя исследования общей токсичности и специфической активности 130 лекарственных средств. Один из авторов отечественного противодиабетического препарата глидифен (гуакарбен), который приказом Минздрава РФ № 91 от 31.03.1997 года получил разрешение на медицинское применение.
В 2008–2012 годах совместно с Иркутским институтом органической химии им. Фаворского выполнял научные исследования по гранту Российской Академии наук ФНМ-42 «Новые гиполипидемические, антигипоксические и противовоспалительные средства с улучшенными характеристиками на основе полисахаридов», раздел «Изучение гастротоксичности иммобилизованных на полисахариды форм пироксикама в сравнении с субстанцией пироксикама».
В 2011–2013 годах — научный руководитель Программы сотрудничества Политехнической школы Лозанны (EPFL), Пермской фармакадемии и Пермского политехнического университета в области исследования диабета и метаболических заболеваний при поддержке благотворительного фонда «Нева».
В 2013–2014 годах — руководитель гранта РФФИ «Электрохимические сенсоры на основе селективно проницаемых золь-гель плёнок для анализа биологических маркеров».
С 2015 года в качестве научного руководителя фармакологических исследований выполняет научные исследования по государственному контракту от 28.08.2015 г. № 14.N08.12.1040 в рамках Федеральной целевой программы «Развитие фармацевтической и медицинской промышленности Российской Федерации на период до 2020 года и дальнейшую перспективу» «Доклинические исследования нестероидного противовоспалительного лекарственного средства на основе (Z)-3-(2-оксо-2-(4-толил)-этилиден)пиперазин-2-она для лечения остеоартроза». Рабочее название препарата — пирон.
Автор 290 научных публикаций, 17 патентов на изобретение. Руководит аспирантами. Подготовил 7 кандидатов наук.
Область научных интересов — экспериментальная фармакология сахарного диабета, воспаления, микроэлементозы, заболевания центральной нервной системы. Занимается вопросами моделирования сахарного диабета, деменциальных, поведенческих и двигательных расстройств, цинк-дефицитных состояний, воспаления.
Член Всероссийского научного общества фармакологов.

## Избранные работы
1. Котегов В. П., Плешаков М. Г., Закс А. С., Зуев А. П., Скачилова С. Я. Синтез и гипогликемизирующая активность производных пирролидона-2 // Экспресс-информация. Серия: Передовой опыт в химико-фармацевтической промышленности. М. 1980. С. 38-40.
2. Котегов В. П., Алешина В. А., Шрамова З. И., Закс А. С., Гасанов С. Г. Синтез аналогов антидиабетика глюкофага с улучшенными фармакологическими свойствами // Комплексная разработка технологий производства синтетических лекарственных препаратов: сб. научн. труд. ВНИХФИ М. 1988. С. 106–111.
3. Котегов В. П., Воронин В. Г., Шрамова З. И., Алешина В. А., Плешаков М. Г., Зуев А. П. Биологическая активность антипирилбигуанидов // Бюлл. Всеросс. науч. центра по безопасности биол. активн. веществ: М. 1992. № 2. С. 115–122.
4. Котегов В. П. Влияние глидифена на кишечную абсорбцию углеводов // Детская гастроэнтерология Сибири: Сб. науч. работ им. Я. Д.Витебского. Новосибирск, Курган. 1998. Вып. 11. С. 34–39.
5. Котегов В. П., Плешаков М. Г., Сернов Л. Н., Закс А. С., Корольченко Л. В., Снегоцкий В. И. Гуакарбен — антидиабетик новой химической структуры // Бюллетень научного центра по безопасности биологически активных веществ. Ст. Купавна. 1999. №1. С. 21–35.
6. Котегов В. П., Колотова Н. В., Долженко А. В., Козьминых В. О., Година А. Т. Замещенные амиды и гидразиды 1,4-дикарбоновых кислот. Сообщение 8. Синтез и гипогликемическая активность замещенных амидов и гидразидов янтарной кислоты // Хим.-фарм. журнал. 1999. Т. 33. № 12. С. 9–11.
7. Котегов В. П., Година А. Т., Долженко А. В. Скрининг гипогликемических соединений среди амидов и гидразидов цитраконовой кислоты // Вестник РГМУ. М. 2000. №2(12). С. 148.
8. Котегов В. П., Година А. Т., Долженко А. В. Скрининг гипогликемизирующих соединений среди амидов и гидразидов янтарной кислоты // Вестник РГМУ. М. 2000. №2(12). С. 152.
9. Котегов В. П., Колотова Н. В., Козьминых В. О., Долженко А. В., Козьминых Е. Н., Година А. Т. Замещенные амиды и гидразиды дикарбоновых кислот. Сообщение 9. Фармакологическая активность продуктов взаимодействия 2-аминопиридинов и 2-аминопиримидина с ангидридами дикарбоновых кислот // Хим.-фарм. журнал. 2001. Т. 35. № 3. С. 26–30.
10. Котегов В. П., Година А. Т., Долженко А. В., Козьминых В. О., Колотова Н. В. Гипогликемическая активность продуктов взаимодействия о-фенилендиамина с циклическими ангидридами некоторых дикарбоновых кислот // Вестник Российского государственного медицинского университета. М. 2002. №1(22). С. 125–126.
11. Котегов В. П., Година А. Т., Долженко А. В., Колотова Н. В., Козьминых В. О., Сыропятов Б. Я. Замещенные амиды и гидразиды дикарбоновых кислот. Сообщение 10. Синтез и фармакологическая активность замещенных амидов и гидразидов янтарной кислоты // Хим.-фарм.журнал. 2002. Т 36. № 2. С. 6–8.
12. Котегов В. П., Година А. Т., Долженко А. В., Колотова Н. В., Козьминых В. О., Сыропятов Б. Я. Замещенные амиды и гидразиды дикарбоновых кислот. Сообщение 12. Синтез, гипогликемическая и гипертензивная активность пиридиламидов и некоторых ацилгидразидов малеиновой и цитраконовой кислот // Хим.-фарм.журнал. 2002. Т 36. № 4. С. 11–12.
13. Kotegov V. P., Dolzhenko A. V., Kolotova N. V., Kozminykh V. O., Syropyatov B. Ya., Godina A.T. Hypoglycemic effect of several substituted amides and acylhydrazides of succinic acid // Pharmazie. 2002. V.57. N.11. P.776–778.
14. Котегов В. П., Павлова М. В., Михалев А. И., Коньшин М. Е., Василюк М. В. Синтез и противовоспалительная активность производных изоникотиновой и цинхониновой кислот // Хим.-фарм.журнал. 2002. Т 36. № 8. С. 27–28.
15. Котегов В. П., Долженко-Подчезерцева А. В., Коркодинова Л. М., Василюк М. В. Синтез и противовоспалительная активность амидов N-ацил-5-бромантраниловых кислот // Хим.-фарм.журнал. 2002. Т 36. № 12. С. 12–13.
16. Котегов В. П., Година А. Т., Долженко А. В., Колотова Н. В., Козьминых В. О., Сыропятов Б. Я., Рудакова Г. В. Замещенные амиды и гидразиды дикарбоновых кислот. Сообщение 13. Синтез и гипогликемическая активность некоторых замещенных амидов и ацилгидразидов фталевой кислоты // Хим.-фарм.журнал. 2003. Т. 37. №1. С. 21–23.
17. Котегов В. П., Пономаренко Е. ., Рудакова Г. В., Година А. Т. Противодиабетическая активность о-производных бензойной кислоты // Пермский медицинский журнал. 2003. Т. 20. №2. С. 39–43.
18. Котегов В. П., Долженко А. В., Колотова Н. В., Козьминых В. О., Василюк М. В., Новоселова Г. Н., Сыропятов Б. Я., Вахрин М. И. Замещенные амиды и гидразиды дикарбоновых кислот. Сообщение 14. Синтез, противомикробная и противовоспалительная активность 4-антипириламидов, 2-тиа-золиламидов и 1-триазолиламидов некоторых дикарбоновых кислот // Хим.-фарм.журнал. 2003. Т. 37. №3. С. 42–44.
19. Котегов В. П., Долженко А. В., Колотова Н. В., Козьминых В. О., Сыропятов Б. Я., Година А. Т., Рудакова Г. В. Замещенные амиды и гидразиды дикарбоновых кислот. Сообщение 15. Синтез и гипогликемическая активность некоторых амидов и ацилгидразидов тетрахлорфталевой кислоты // Хим.-фарм.журнал. 2003. Т. 37. №4. С. 24–26.
20. Котегов В. П., Долженко А. В., Козьминых В.О, Колотова Н. В., Бурди Н. З., Новоселова Г.Н, Сыропятов Б. Я. Замещенные амиды и гидразиды дикарбоновых кислот. Сообщение 17. Синтез и изучение антибактериальной и противосудорожной активности некоторых замещенных амидов и ацилгидразидов фталевой кислоты // Хим.-фарм.журнал. 2003. Т. 37. №7. С. 7–9.
21. Котегов В. П., Долженко А. В., Година А. Т., Сыропятов Б. Я., Колотова Н. В., Козьминых В. О. Изучение гипогликемической активности некоторых замещенных амидов и гидразидов янтарной кислоты // Экспериментальная и клиническая фармакология. 2003. Т. 66. №3. С. 36–38.
22. Котегов В. П., Долженко-Подчезерцева А. В., Коркодинова Л. М., Визгунова О. Л., Василюк М. В. Синтез и противовоспалительная активность новых N-ацил-5-бромантраниламидов // Хим.-фарм.журнал. 2004. Т. 38. №8. С. 27–28.
23. Котегов В. П., Долженко А. В., Колотова Н. В., Сыропятов Б. Я., Василюк М. В., Рудакова Г. В., Новикова В.В., Фешин В. П. Синтез и биологическая активность некоторых замещенных моноамидов тетрахлорфталевой кислоты // Хим.-фарм.журнал. 2005. Т. 39. №8. С. 16–18.
24. Котегов В. П., Русских В. А., Колотова Н. В., Долженко А. В. Противодиабетическая активность 4-аминобензоилгидразида янтарной кислоты // Пермский медицинский журнал. 2006. Т. 33. № 4. С. 6–14.
25. Котегов В. П., Аликина Н. А. Влияние пирацетама на экспериментальные судороги // Вестник Российского университета дружбы народов. Серия Медицина. 2009. №4. С. 330–331.
26. Котегов В. П., Пономаренко Е. В. Экспериментальное исследование антиатерогенных свойств гуакарбена // Вестник Российского университета дружбы народов. Серия Медицина. 2009. №4. С. 245–247.
27. Котегов В. П., Аликина Н. А., Трегубов А. Л. Изменение противосудорожной активности антиконвульсантов под действием психотропных средств по тесту максимального электрошока // Экспериментальная и клиническая фармакология. 2010. Т. 73. №8. С. 6–9.
28. Котегов В. П., Колотова Н. И., Булатов И. П., Блудова М. Ю., Пестов Г. Н., Андреев А. И. Экспериментальное изучение противодиабетической активности 4-аминобензоилгидразида янтарной кислоты // Бюллетень сибирской медицины. 2011. Т. 10. №5. С. 66–69
29. Котегов В. П., Сульдин А. В., Липина М. В., Иванова Н. А. Гипогликемическая активность хелатных комплексов цинка с аминокислотами // Микроэлементы в медицине. 2011. Т. 12. №3–4. С. 83–85.
30. Котегов В. П., Скальный А. В., Брудастов Ю. А., Сульдин А. В., Малкова Я. Г. Экспериментальное изучение влияния цинка сульфата на углеводную толерантность, гипогликемический эффект инсулина и токсичность этанола // Вопросы биологической, медицинской и фармацевтической химии. 2012. №6. С. 63–67.
31. Котегов В. П., Кириков А. Ю., Игидов Н. М., Гольдштейн А. Г., Махмудов Р.  Р. Синтез и биологическая активность амидов и эфиров 2-[1,5-диметил-3-оксо-2-фенил-2,3-дигидро-1Н-пиразол-4-ил ]амино-5,5-диметил-4-оксогекс-2-еновой кислоты // Научные ведомости Белгородского государственного университета. Медицина. Фармация. 2012. №16(135). Выпуск 19. С. 119–122.
32. Котегов В. П., Малкова Т. Л., Мащенко П. С., Булатов И. П. создании центров по изучению новых психоактивных веществ в рамках борьбы с наркоманией // Менеджмент качества в сфере здравоохранения и социального развития. 2012. №2. С. 99–102.
33. Котегов В. П., Кириков А. Ю., Игидов Н. М., Булатов И. П. Синтез и гипогликемическая активность амидов и солей 2-гетериламинопроизводных 5,5-диметил-4-оксо-2-гексеновых кислот // Современные проблемы науки и образования. 2013. №2.
34. Котегов В. П., Левандовская Е. Б., Федорова Н. Л., Бобылева А. А., Гейн В. Л., Разумова М. Ю., Сыропятов Б. Я. Поиск соединений, обладающих гипогликемической активностью, среди 1-алкоксиалкил-(алкоксиарил)замещенных 3-гидрокси-3-пирролин-2-онов и их аминопроизводных //Фундаментальные исследования. 2013. № 6–4. С. 935–938.
35. Kotegov V. P., Andreev A. I., Bulatov I. P., Malkova T. L., Zykova S. S., Maschenko P. S. The Study of behavioural modification of stress responses at the mice exposed by JWH-250. Autoecological aspects //World Applied Sciences Journal. 2013. Т. 27. № 9. P. 1091–1097.
36. Kotegov V. P., Andreev A. I., Bulatov I. P., Malkova T. L., Zykova S. S., Maschenko P. S. The Study of behavioural modification of stress responses at the mice exposed by JWH-250. Autoecological aspects. Part 2 //Middle East Journal of Scientific Research. 2013. Т. 18. № 3. P. 352–358.
37. Котегов В. П., Андреев А. И., Пестов Г. Н., Малкова Я. Г., Разумова М. Ю. Экспериментальное изучение общей токсичности масла «Живица актив» 1. Влияние масла «Живица актив» на динамику массы тела, состояние центральной нервной системы и почек крыс // Здоровье семьи – 21 век. 2014. №3. С. 66–76.
38. Котегов В. П., Медведева А. С., Сафронова Л.П., Ганенко Т. В., Сухов Б. Г., Ларина Л. И., Коньшина Т. М. Получение водорастворимого биоконъюгата пироксикам-сульфат арабиногалактана // Известия Академии наук. Серия химическая. 2014. № 9. С. 2136–2141.
39. Котегов В. П., Курбатов Е. Р., Чупина Т. А., Коркодинова Л. М., Власова Н. А., Визгунова О. Л. Гипогликемическая активность замещенных амидов галогенантраниловых кислот // Хим.-фарм. журнал. 2014. Т. 48. № 10. С. 37–38.
40. Котегов В. П., Сульдин А. В., Андреев А. И., Пестов Г. Н., Малкова Я. Г., Разумова М. Ю. Экспериментальное изучение общей токсичности масла «Живица актив» 2. Влияние масла «Живица актив» на состояние периферического кроветворения и обмена веществ крыс // Здоровье семьи — 21 век. 2014. №4. С. 85–96.
41. Котегов В. П., Булатов И. П., Сульдин А. В., Пучнина С. В., Сульдин А. С., Колотова Н. В. Выбор оптимального состава таблеток пролонгированного действия пара-аминобензоилгидразида янтарной кислоты // Современные проблемы науки и образования. 2015. №2–3. С. 246.
42. Котегов В. П., Машевская И. В., Пестов Г. Н., Маркова Л. Н., Пчелинцева Д. И., Павлов П. Т. Синтез и противодиабетическая активность продуктов взаимодействия 3-ароилпирроло[1,2-А]хиноксалин-1,2,4(5Н)-трионов с рядом тиофенов Гевальда // Вестник Пермского университета. Серия: Химия. 2015. №4. С. 66–77.
43. Котегов В. П., Гейн В. Л., Замараева Т. М., Мишунин В. В. Синтез и гипогликемическая активность метил-6-арил(гетерил)-5-(2-фураноил)-3,6-дигидротетразоло-[1,5-А]пиримидин-4-карбоксилатов // Журнал общей химии. 2016. Т. 86. №2. С. 258–262.